# Bitwa pod Panormos
Bitwa pod Panormos – bitwa stoczona w 250 p.n.e. w trakcie pierwszej wojny punickiej.

## Tło
Po sukcesach w walkach z Rzymianami w Afryce w latach 255–252 p.n.e. oraz rozprawieniu się z powstańcami numidyjskimi w roku 252 p.n.e., ciężar walk z Rzymem ponownie przeniósł się na Sycylię. Na wyspę skierował się Hazdrubal na czele armii 30 000 ludzi i 140 słoni. W roku 250 p.n.e. dowódca kartagiński przystąpił do ofensywy pustosząc terytoria sprzymierzeńców rzymskich i podchodząc pod Panormos. Tutaj Kartagińczycy oblegli armię konsula Lucjusza Cecyliusza Metellusa. 

## Bitwa
Rzymianie ustawili swoje lekkozbrojne oddziały przed murem miasta, mając za sobą rowy, które służyły do ochrony wojska przed atakiem słoni. Sam Metellus wraz z resztą wojska stanął przy głównej bramie naprzeciw lewego skrzydła Kartagińczyków. 
Bitwę rozpoczął atak słoni bojowych, które zepchnęły lekkozbrojnych żołnierzy rzymskich w kierunku rowów. Tutaj jednak zwierzęta ostrzelane zostały przez łuczników strzelających z murów oraz obrzucone lancami wojsk piechoty. Ranione pociskami słonie, zawróciły tratując własne wojska i rozrywając szyk Kartagińczyków. W tym momencie nastąpił kontratak wojsk Metellusa, które rozbiły i rozproszyły uciekającego przeciwnika. Kartagińczycy utracili w bitwie 20 000 ludzi oraz wszystkie słonie. Po tej klęsce senat kartagiński skazał dowódcę kartagińskiego na śmierć przez ukrzyżowanie. Kartagińczycy przeszli do działań obronnych.

## Literatura
- Bernard Nowaczyk: Kartagina 149–146 p.n.e., wyd. Bellona, Warszawa 2008.